# Attila Dorn
 (juin 2023).
La mise en forme du texte ne suit pas les recommandations de Wikipédia : il faut le « wikifier ».
Les points d'amélioration suivants sont les cas les plus fréquents. Le détail des points à revoir est peut-être précisé sur la page de discussion.
- Les titres sont pré-formatés par le logiciel. Ils ne sont ni en capitales, ni en gras.
- Le texte ne doit pas être écrit en capitales (les noms de famille non plus), ni en gras, ni en italique, ni en « petit »…
- Le gras n'est utilisé que pour surligner le titre de l'article dans l'introduction, une seule fois.
- L'italique est rarement utilisé : mots en langue étrangère, titres d'œuvres, noms de bateaux, etc.
- Les citations ne sont pas en italique mais en corps de texte normal. Elles sont entourées par des guillemets français : « et ».
- Les listes à puces sont à éviter, des paragraphes rédigés étant largement préférés. Les tableaux sont à réserver à la présentation de données structurées (résultats, etc.).
- Les appels de note de bas de page (petits chiffres en exposant, introduits par l'outil «  Source ») sont à placer entre la fin de phrase et le point final[comme ça].
- Les liens internes (vers d'autres articles de Wikipédia) sont à choisir avec parcimonie. Créez des liens vers des articles approfondissant le sujet. Les termes génériques sans rapport avec le sujet sont à éviter, ainsi que les répétitions de liens vers un même terme.
- Les liens externes sont à placer uniquement dans une section « Liens externes », à la fin de l'article. Ces liens sont à choisir avec parcimonie suivant les règles définies. Si un lien sert de source à l'article, son insertion dans le texte est à faire par les notes de bas de page.
- La présentation des références doit suivre les conventions bibliographiques. Il est recommandé d'utiliser les modèles {{Ouvrage}}, {{Chapitre}}, {{Article}}, {{Lien web}} et/ou {{Bibliographie}}. Le mode d'édition visuel peut mettre en forme automatiquement les références.
- Insérer une infobox (cadre d'informations à droite) n'est pas obligatoire pour parachever la mise en page.

Pour une aide détaillée, merci de consulter Aide:Wikification.
Si vous pensez que ces points ont été résolus, vous pouvez retirer ce bandeau et améliorer la mise en forme d'un autre article.
Karsten Brill (prononcé : [ˈkarstən ˈbʁɪl] ; né le 27 octobre 1970), plus connu sous son nom de scène Attila Dorn, est un chanteur allemand. Il est le chanteur principal du groupe de power metal Powerwolf depuis 2003.

## Carrière

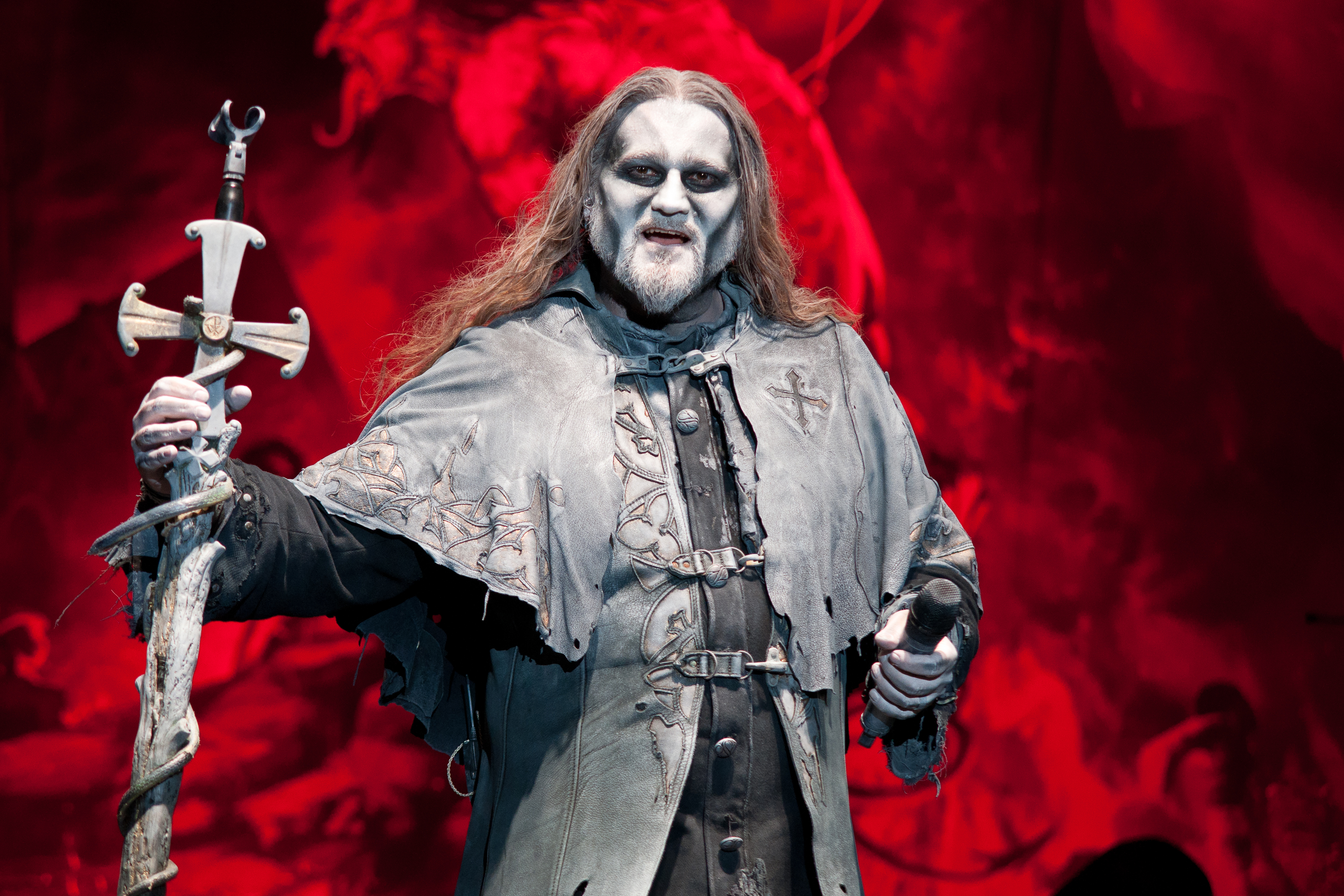
Attila Dorn jouant avec Powerwolf à Masters of Rock 2018

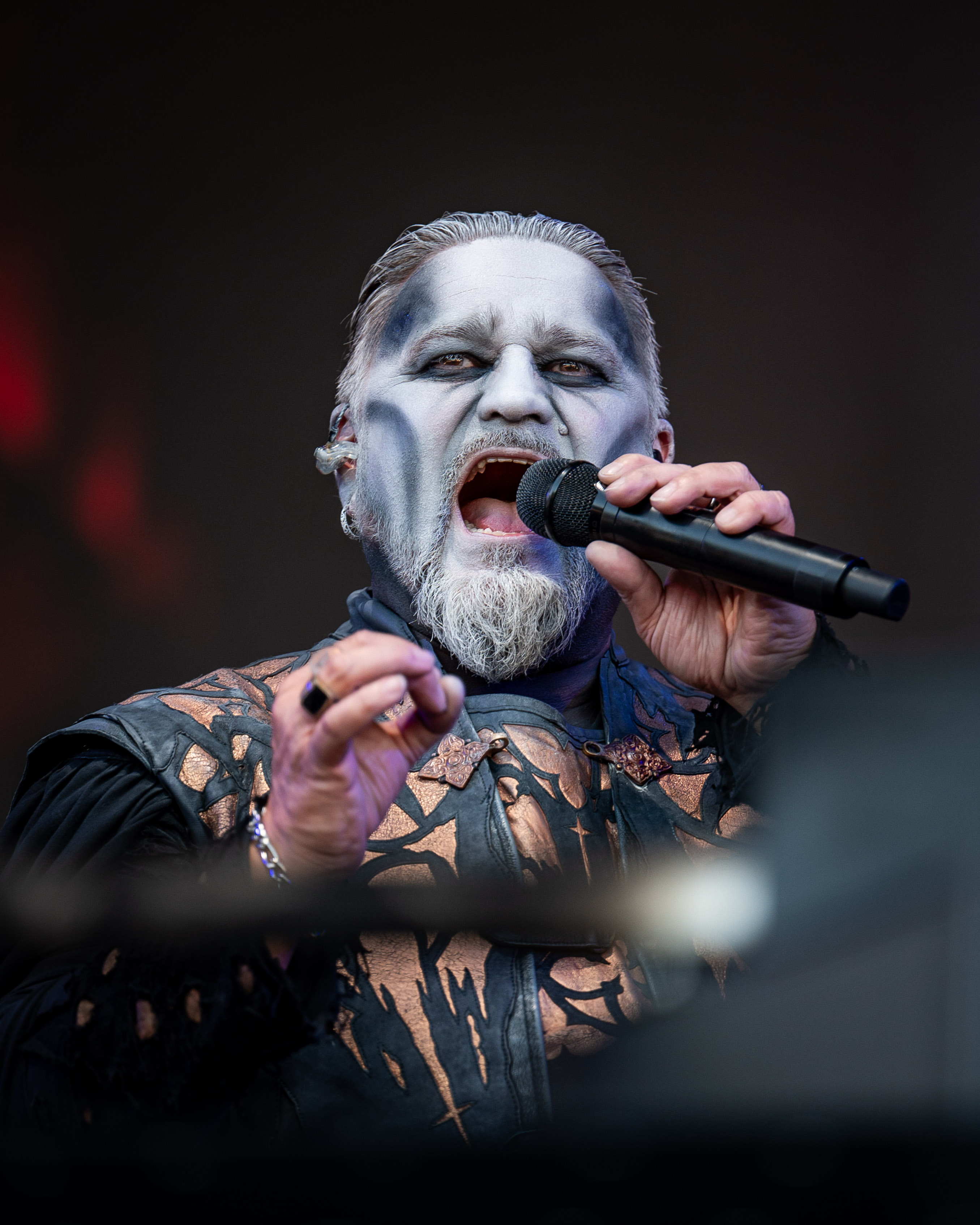
Attila Dorn jouant avec Powerwolf à Tons of Rock 2025

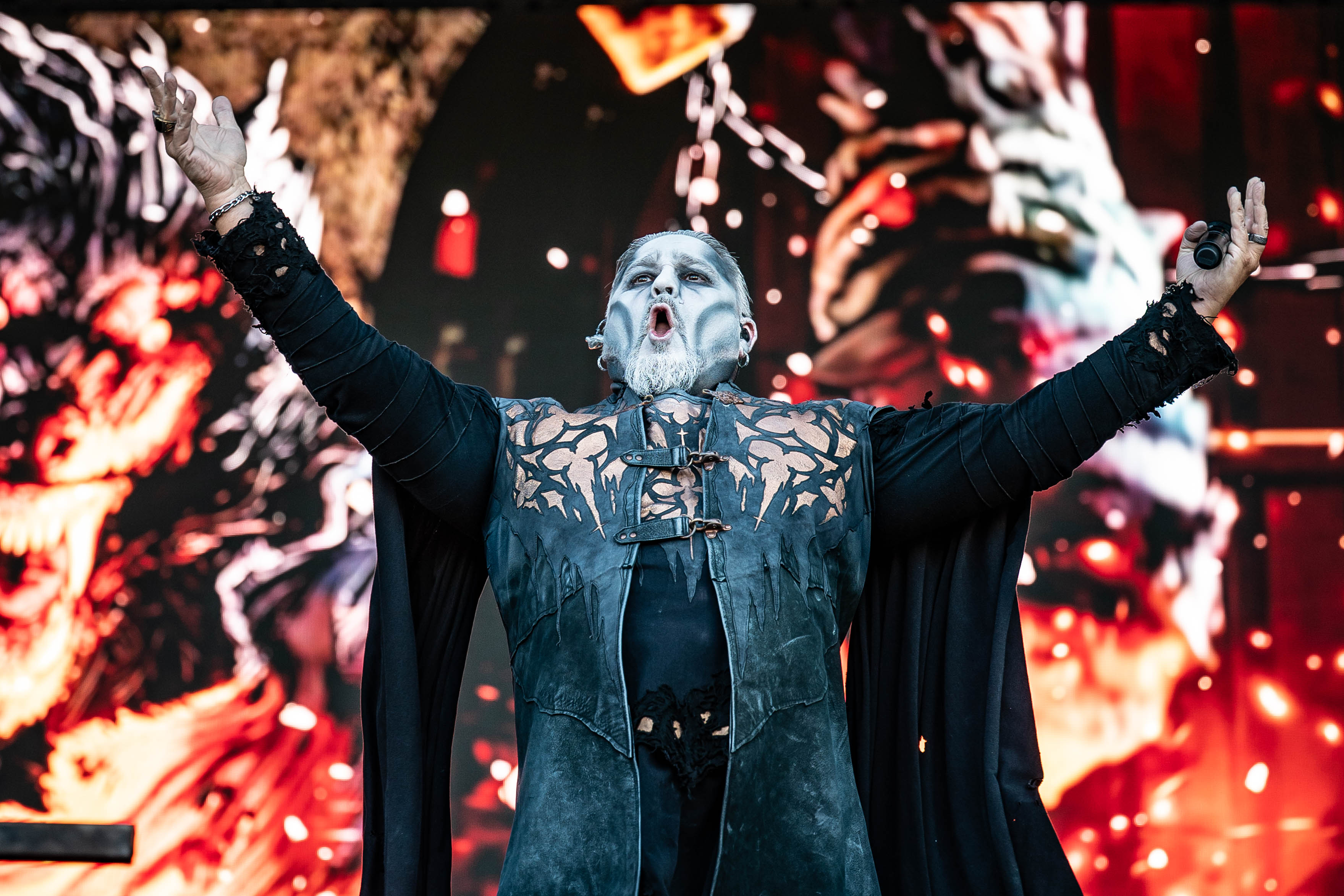
Attila Dorn jouant avec Powerwolf à Tons of Rock 2025

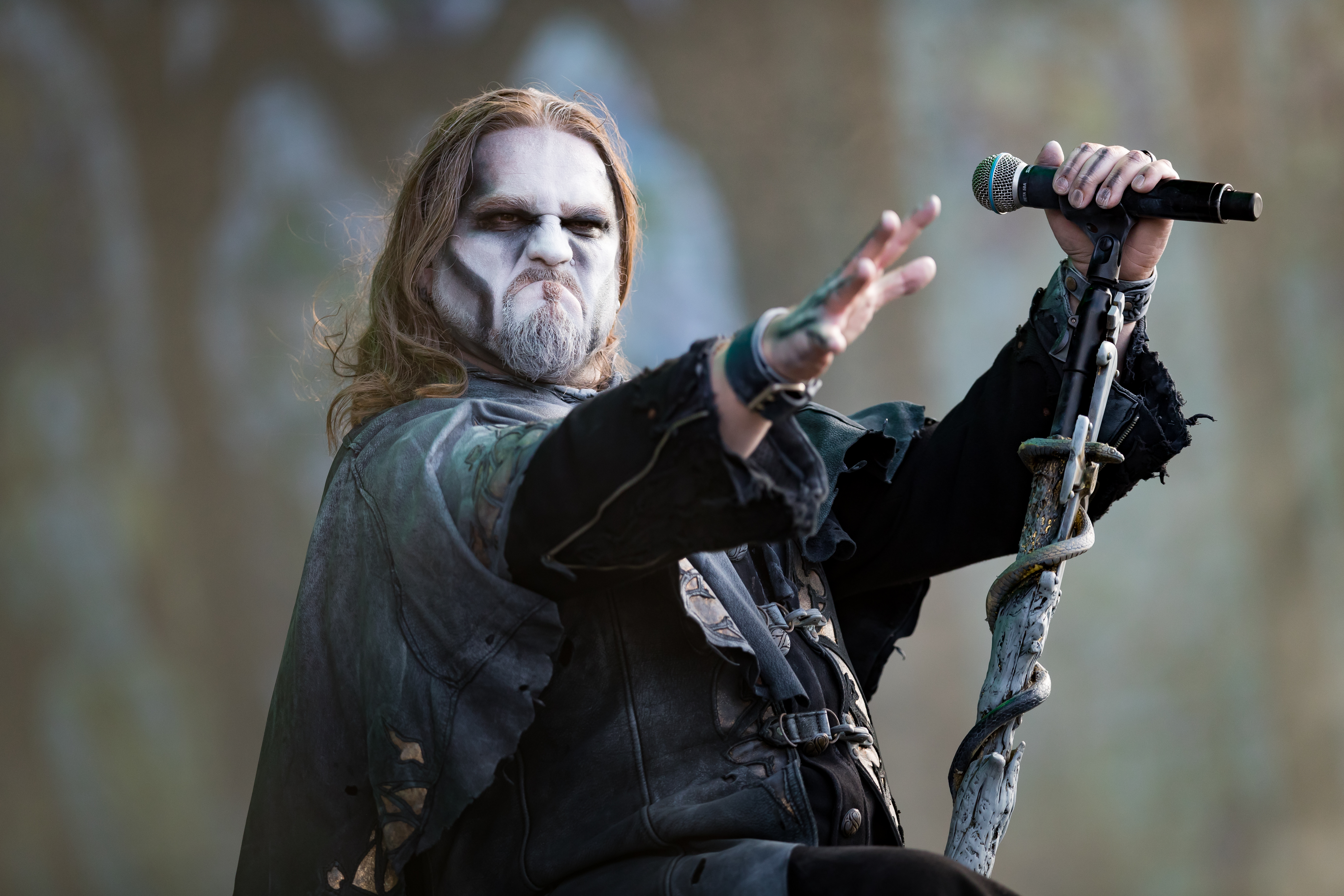
Dorn en concert avec Powerwolf au Wacken Open Air 2017

### Dragon's Tongue et Meskalin (1991–1998)
En 1991, Brill et Derek Butsch (batterie), Markus Görg (basse), Thorsten Neu (guitare solo) et Stefan Reile (guitare rythmique) créent Dragon's Tongue, le premier groupe grunge de Sarre. Ils ont rapidement acquis une très bonne réputation. Ils changent de nom et deviennent Meskalin en 1996. Le groupe a été dissous après la mort de Derek Butsch en 1998.

### Red Aim (1999–2006)
Brill a rejoint Red Aim, remplaçant Pascal Flach, en 1999 sous le nom de scène Dr. Don Rogers,. Après avoir rejoint le groupe, leur musique a commencé à s'orienter davantage vers le punk rock et le heavy metal . Ils ont également réenregistré leur premier album studio intitulé Call Me Tiger en 2000 avec lui.

### Powerwolf (2003-présent)
Il a rejoint Powerwolf avec les autres membres de Red Aim en 2003. Tout comme les autres membres du groupe, il crée un personnage sous le pseudonyme d'Attila Dorn pour lequel il crée une biographie fictive. Selon cette dernière, Attila est à moitié roumain  et à moitié hongrois,. Charles et Matthew Greywolf l'ont rencontré dans un pub à Sighișoara pendant leurs vacances en Roumanie et l'ont invité à rejoindre leur groupe. Peu de temps après, Attila a déménagé dans la ville natale de Powerwolf, Sarrebruck, et est devenu le leader du groupe.
Le 22 octobre 2005, il s'est produit en direct à Kaufbeuren avec Gamma Ray pendant leur chanson "Blood Religion".
Il était l'invité du concert de Sabaton à Oberhausen le 17 septembre 2011.
Dans une interview accordée au magazine Rock Hard en 2013, Matthew Greywolf a confirmé que Dorn n'était pas roumain.
Le Neue Osnabrücker Zeitung a comparé le personnage d'Attila Dorn de Brill avec le comte Dracula, le Hannoversche Allgemeine Zeitung l'a décrit comme un "mélange d'un moine et d'un croisé "  et Die Welt comme un "mélange d'un dirigeant hunnique et d'un prêtre orthodoxe ".

## Vie privée
Karsten Brill est né le 27 octobre 1970  à Bous (alors en Allemagne de l'Ouest ), son père est Albert Brill.
Le 16 mai 2015, il a épousé la photographe de Powerwolf, Jenny Brill.
Il vit actuellement à Sarrebruck,.

## Style de chant
Brill peut chanter de l'opéra tout autant qu'un style plus rauque/guttural ou des cris. C'est un ténor dramatique,,,. Il a une tessiture de C 2 –B flat
 5.
Il a reçu une formation vocale classique par le coach vocal Francesco Cottone à Sarrebruck.

## Discographie

### Avec Powerwolf
- Return in Bloodred (2005)
- Lupus Dei (2007)
- Bible of the Beast (2009)
- Blood of the Saints (2011)
- Preachers of the Night (2013)
- Blessed and Possessed (2015)
- The Sacrament of Sin (2018)
- Call of the Wild (en) (2021)
- Interludium (en) (2023)
- Wake up the Wicked (2024)

### Avec Red Aim
- Call Me Tiger (2000)
- Saartanic Cluttydogs (en) (2001)
- Flesh for Fantasy (en) (2002)
- Niagara (en) (2003)

### Avec Meskaline
- Meskaline (1997)

### Avec Dragon's Tongue
- Fake (1994)
- Love but Lies (1996)
- Bored Beyond Belief (1996)